# Туфегджич, Срджан
Срджан Ту́фегджич (серб. Срђан Туфегџић; род. 6 апреля 1980, Крушевац, Кралево) — югославский и сербский футбольный защитник, тренер, ныне возглавляет шведский клуб «Шёвде».

## Карьера
В качестве футболиста выступал на позиции защитника в низших сербских лигах. В 2006 году переехал в Исландию, где он провел несколько лет в клубе «Акюрейри». После завершения карьеры Туфегджич вошел в его тренерский штаб.
В августе 2015 года серб самостоятельно возглавил команду, которую через год он вывел в элиту исландского футболу — Лигу Избранных. Закрепившись в ней, специалист в 2019 году принял «Гриндавик».

## Достижения
- Победитель первого дивизиона Исландии: 2016